# NGC 2371
NGC 2371 è una nebulosa planetaria situata nella costellazione dei Gemelli a circa 3900 anni luce di distanza dalla Terra. È stata scoperta da William Herschel del 1785, ma riconosciuta come nebulosa vera e propria da Don Pease nel 1917. Chiamata anche Nebulosa Gemini, ha un diametro di appena 0,9 minuti d'arco: il che consiglia l'utilizzo di telescopi con almeno 100 ingrandimenti per poterla osservare.
Si presenta come un disco irregolare, con una distribuzione della luminosità non uniforme, avvolto in un gas via via più tenue man mano che si procede verso i bordi. Ha un chiaro aspetto bipolare: tale morfologia induce a pensare che le due condensazioni di materiale facciano parte di un toroide di gas. L'area centrale è illuminata da una calda stella di magnitudine +14,8 che possiede un temperatura superficiale di 118.000 kelvin.